# Damián Ísmodes
Damián Diego Ísmodes Saravia, né le 10 mars 1989 à Lima, est un footballeur péruvien jouant au poste de milieu de terrain.

## Biographie

### Carrière en club
Surnommé Damichón, Damián Ísmodes est formé au Sporting Cristal et passe en équipe première en 2005, année où il remporte le championnat. Ses prestations sont vitales en 2007 pour que le Sporting Cristal, qui jouait le maintien cette année-là, se sauve en fin de saison. 
Parti au Racing de Santander en Espagne l'année suivante, il ne parvient pas à s'y imposer. Prêté au SD Eibar, il finit par revenir au Pérou, toujours sous forme de prêt, au Sporting Cristal puis à l'Universitario de Deportes. C'est d'ailleurs dans ces deux dernières équipes qu'il connaîtra ses seules compétitions internationales en club : en effet, il dispute deux matchs lors de la Copa Libertadores 2007 avec le Sporting Cristal, puis un match de Copa Sudamericana 2011 avec l'Universitario de Deportes,.
Resté au Pérou, il évolue dans divers clubs de province (Cienciano del Cusco, Real Garcilaso, etc.). Il joue au sein de l'Universidad San Martín de Porres depuis 2023.

### Carrière en équipe nationale
International péruvien de 2007 à 2009, Damián Ísmodes reçoit six sélections (aucun but marqué). Convoqué à la Copa América 2007 au Venezuela, il prend part à deux rencontres lors de cette compétition qui voit le Pérou atteindre les quarts de finale.

## Palmarès
Sporting Cristal
- Championnat du Pérou (1) :
  - Champion : 2005.